# التوتندراف
التوتندراف (به آلمانی: Althüttendorf) یک شهر در آلمان است که در براندنبورگ واقع شده‌است.

## خصوصیات
التوتندراف ۱۸٫۶۳ کیلومترمربع مساحت دارد ۷۵ متر بالاتر از سطح دریا واقع شده‌است.